# ديرك فيرنر
ديرك فيرنر (بالألمانية: Dirk Werner)‏ هو سائق سيارة سباق ألماني، ولد في 25 مايو 1981 في هانوفر في ألمانيا.

## وصلات خارجية
- الموقع الرسمي
- ديرك فيرنر على موقع Racing-Reference.info (الإنجليزية)
- ديرك فيرنر على موقع DriverDB.com (الإنجليزية)